# Stari most čez Lahn
Stari most čez Lahn je bil zgrajen v 14. stoletju v Limburgu ob Lahnu v zvezni deželi Hessen v Nemčiji.
V srednjem veku je po njem tekla cesta Via publica iz Kölna v Frankfurt in nato cesta iz Siegna do Wiesbadna. Od gradnje novega leta 1968, približno 200 metrov dolvodno, se stari most ne uporablja za tranzitni promet. 
Skupaj z limburško stolnico je stari most čez Lahn med najbolj fotografiranimi v Limburgu.

## Oblika
To je kamnit ločni most s šestimi loki. Skupna dolžina mostu je 106 metrov. Dolžine lokov so med 12,14 in 14,58 metra.
Na sredini mostu na gorvodni strani stoji kamniti kip Janeza Nepomuka, zavetnika mostov. Na dolvodni strani, nasproti svetega Nepomuka stoji kamnit križ, ki so ga postavili tisti, ki so leta 1349 preživeli kugo.
Na zahodni strani mostu, gledano proti toku z desne, je stolp, ki je edini ohranjeni mostni stolp iz 14. stoletja v Nemčiji. Njegov tloris je 12 x 12 metrov . Višina stolpa do kapi je 14 metrov. Prehod čez most skozi stolp je mogoč samo v eni smeri, tako da je promet urejen s semaforjem. Na severni steni mostnega stolpa je niša, v kateri je kip Marije z otrokom, ki je iz kapele starega mostu.

## Zgodovina
Verjetno je že leta 1160 v Limburgu stal lesen most. Zgradil ga je duhovnik Gottfried von Beselich.  Lesen most je bil spet omenjen leta 1248. Poplave reke Lahn so ga leta 1255 popolnoma uničile. Bil je obnovljen in pozneje ponovno uničen leta 1306 tudi zaradi poplav. Zato so zgradili kamnit most.
Kamnit most je bil zgrajen med letoma 1315 in 1354. Prvotno je imel dva stolpa in bil širok približno 6 metrov. Tudi ta most je bil poškodovan zaradi poplav, ne pa uničen.
Ker je imelo mesto omejene vire, je gradnja potekala počasi. Financiranje je 4. septembra 1344 odobril trierski nadškof Balduin Luksemburški in pri vratih so pobirali denar (Thorgeld) vozil, ki so peljala skozi mesto. 3. julija 1357 je dajatev razglasil in potrdil cesar Karel IV. Denar so porabili za vzdrževanje mostu in ga pobirali do leta 1905. 
Po epidemiji kuge (1490) je bila na zunanji strani mostnega stolpa zgrajena Marijina kapela. Po legendi se je epidemija končala s položitvijo temeljnega kamna 2. avgusta 1490. Državljani Elza, Niederhadamarja in Eschhofna so pomagali pri gradnji. Kapela je bila velika približno 7,3 x 5,3 metra.
Med tridesetletno vojno so švedski vojaki leta 1634 uničili carinsko hišo na mostu, a je bila pozneje obnovljena.
Mostni stolp so na eni strani leta 1818 porušili, ker je oviral za promet. Vlada vojvode Nassaua je načrtovala rušenje tudi zunanjega mostnega stolpa, vendar ji ni uspelo, ker so se Limburžani uprli. Na zunanjem mostnem stolpu dozidana kapela je bila zaradi slabega stanja porušena leta 1827. Kamnita glava v prehodu zunanjega mostnega stolpa naj bi po limburški legendi predstavljala cestninarja, ki je preklel neupravičeno odmerjeno cestnino potnikom in zato okamnel.
Med drugo svetovno vojno je bil most leta 1945 delno razstreljen. Že leta 1947/48 je bil obnovljen. Ob obnovi so ga razširili ob strani za 2,6 metra in dobili pešpot. Kip Nepomuka na mostu je bil postavljen 7. aprila 1966.
Z gradnjo novega mostu leta 1968 je stari most čez Lahn izgubil svoj pomen za promet. Leta 1982/83 je bil ponovno obnovljen in razširjen do 8,75 metra. Popravljeni so bili tudi oporniki.
Po nekaj letih iskanja rešitve za dolgotrajno uporabo mostnega stolpa so v začetku leta 2013 v mestnem svetu Limburga soglasno odločili, da ga oddajo v dolgoročni najem nekdanjemu vodji deželnega okrožja Limburg-Weilburg dr. Manfredu Flücku za prebivališče. 
- Slika Limburga z zahoda (George Clarkson Stanfield, 1862)
- Isti pogled poleti 2010
- Stari most z vzhoda
- Kamnit križ iz leta 1657
- Kip Janeza Nepomuka